# Pterocymbium beccarii
Pterocymbium beccarii är en malvaväxtart som beskrevs av Karl Moritz Schumann. Pterocymbium beccarii ingår i släktet Pterocymbium och familjen malvaväxter. Inga underarter finns listade i Catalogue of Life.